# Duncan James
Duncan James (Salisbury, 7 aprile 1978) è un cantante e conduttore televisivo britannico, che ha raggiunto la notorietà con la boy band Blue.

## Biografia
Cresciuto nelle cittadine inglesi di Bournemouth e di Sidmouth, insieme alla sola madre (Fiona Inglis) e ai nonni materni, in seguito all'abbandono del padre (Simon Roscoe).

### Carriera
Membro del gruppo dei Blue, tra il 2001 e il 2005, con il quale ha ottenuto grande successo. Dopo lo scioglimento del gruppo si è dedicato alla carriera solistica. Ha pubblicato il singolo: I Believe My Heart, in duetto con Keedie tratto dal musical di Andrew Lloyd Webber Woman In White, è stato un successo ed è entrato nelle classifiche inglesi al n.2 alla fine del 2004. Nel febbraio del 2004 è diventato padre di una bimba, Tianie Finn, dalla sua ex fidanzata Claire.
Assieme ai Blue, Duncan ha venduto cifre da capogiro, non solo in Gran Bretagna ma in tutto il mondo. I Blue hanno al loro attivo 9,5 milioni di album e 3,5 milioni di singoli.
Nei mesi di giugno e luglio 2005 Duncan e gli altri tre Blue si sono esibiti in un tour d'addio che ha visto tappe anche italiane.
Nel 2005 Duncan ha firmato un contratto come solista con la Innocent Records, che gli ha permesso di passare un anno a scrivere e registrare il suo primo album lavorando con luminari quali Stephen Lipson (Annie Lennox, Simple Minds), Andreas Carlsson (Britney Spears, *N Sync) e Peter Vettese (Bee Gees, Beverly Knight, Darren Hayes).
Dopo avere venduto 13 milioni di dischi e piazzato quaranta singoli al numero uno in tutto il mondo con i Blue, pop band di successo planetario, Duncan James torna sulla scena musicale come solista col singolo Sooner or Later.
Sooner or Later precede la pubblicazione dell'album di debutto di Duncan come solista, Future Past, raccolta di brani pop ad alto potenziale, uscito nei negozi il 9 giugno del 2006.
Il Secondo singolo estratto è Can't Stop a River scritta per lui da Seal, mentre il terzo è Amazed.
Momentaneamente ha deciso di lasciare la carriera musicale, dedicandosi al pattinaggio su ghiaccio con la quale compagnia, tra breve, sarà in tour sino a giugno inoltrato. Questa sua passione la coltiva partecipando al reality Dancing On Ice, versione inglese di Notti sul ghiaccio. A luglio ha iniziato la tournée interpretando Billy Flynn nel musical Chicago, coronando il suo sogno di diventare attore teatrale. Sempre nel 2007 è tra gli ospiti dell'evento The National Lottery:Big 7 e ad inizio 2008 nel reality show Keith Barry:The escape live per un totale di 7 puntate; è ambasciatore in Festival4Stars e presenta 4 puntate dello show Plus One, inoltre è stato ospite nel programma Betty speak. Nello stesso anno ha recitato in uno dei ruoli principali a Londra nel musical Legally Blonde, il musical tratto dal film La rivincita delle bionde. Nel 2010 è ritornato come presentatore da gennaio a giugno dello show serale Scream! If You Know the Answer ed è stato giudice nel programma Don't Stop Believin'. Nel 2011 lo si rivede nell'Eurovision Song Contest 2011 con i Blue ed è in tour nel Regno Unito.
Nel 2009 viene chiamato dalla BBC per rivelare i risultati britannici del voto dell'Eurovision Song Contest 2009, durante la diretta televisiva (seguita da oltre 125 milioni di telespettatori) della finale.
Su Sky1 è chiamato a condurre il programma Grease: The school musical che lo vede come giudice dei ragazzi che vi parteciperanno. Insieme a lui Stacey Haynes e Zoe Tyler.

### Vita privata
Ha una figlia, Tianie-Finn, avuta nel febbraio 2005 dall'ex fidanzata Claire Grainger. Successivamente, dopo essersi lasciato, ha fatto coming out come bisessuale. Nel 2019 annuncia di essersi fidanzato con Rodrigo Reis e dichiara ufficialmente di essere gay.

## Discografia

### Album in studio
- 2006 - Future Past

### Singoli
- 2005 - I Believe My Heart
- 2006 - Sooner or Later
- 2006 - Can't Stop a River
- 2007 - Amazed